# Pižure
Pižure (cyr. Пижуре) – wieś w Czarnogórze, w gminie Pljevlja. W 2011 roku liczyła 19 mieszkańców.